# スマートメディア

スマートメディアを模したイラスト (3.3 V)

スマートメディア（SmartMedia）は、東芝（半導体メモリ事業部。現・キオクシア）が開発したメモリーカード、フラッシュメモリメディアの通称。

## 概要

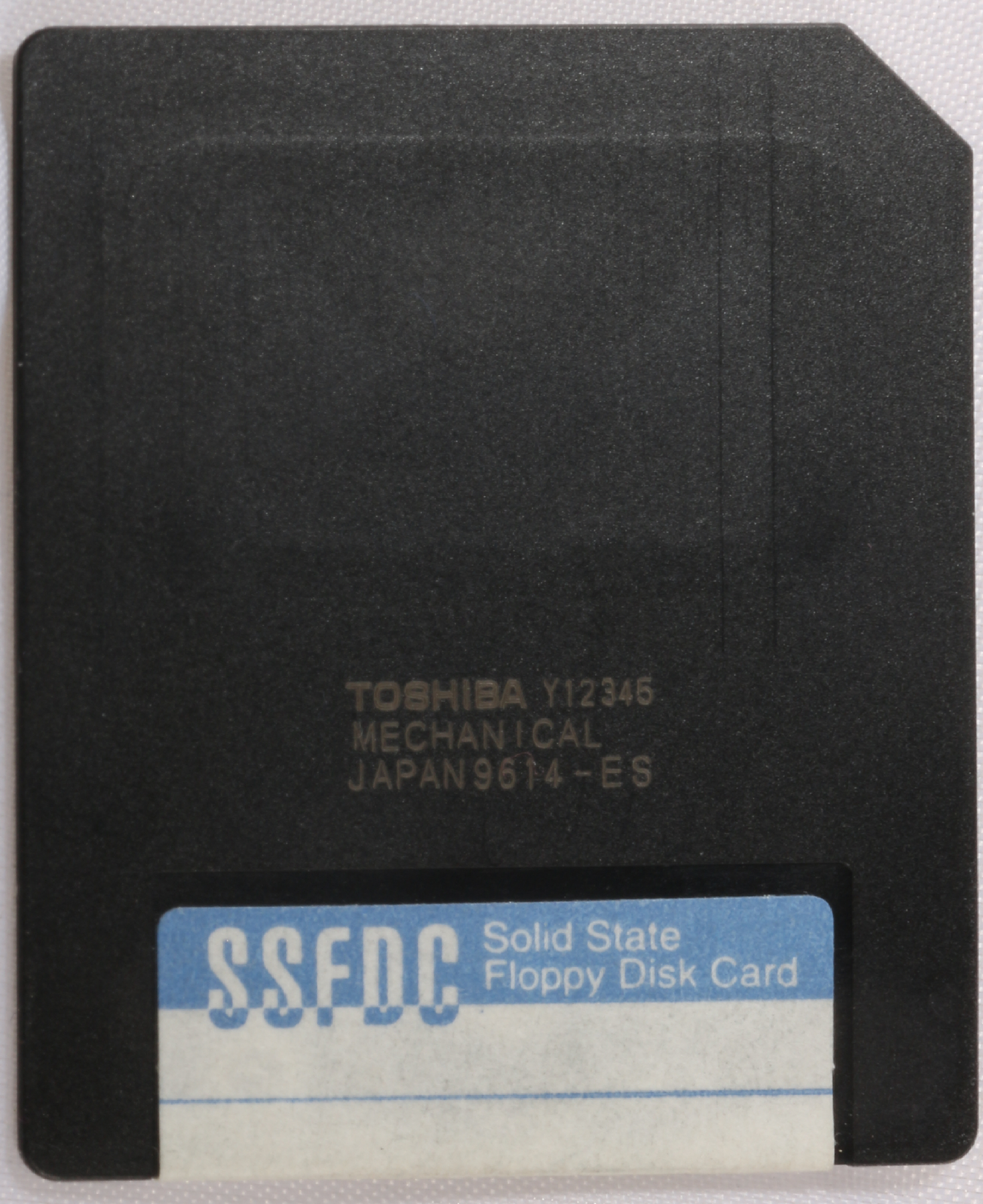
東芝製スマートメディア
「Solid State Floppy Disk Card」の記載が見える。

東芝・オリンパス・富士写真フイルム（当時）・東京エレクトロン・セガ・エンタープライゼス（現・セガ）の5社で結成したSSFDCフォーラムによって規格策定され、1995年から市販された。CF・SDなどでも幅広く採用されたNAND型フラッシュメモリを用いている。
正式名称はSSFDC（Solid State Floppy Disk Card: 半導体フロッピーディスクカード）である。「SmartMedia」の商標から、SMと略される。
サイズは（長さ）45.0 mm×（幅）37.0 mm ×（厚さ）0.76 mmときわめて薄く、重さは2 g。データ容量は1997年までに500 kB・2 MB・4 MBの製品が出荷され、1998年に16 MB、1999年に32 MB、2000年に64 MB（SMIDのみ）、2001年に128 MB（SMIDのみ）が市販化・発売された。駆動電圧は5 Vないし3.3 Vで、メディア上部の切り欠きが左にあるのが5 V・右にあるのが3.3 Vである。ただし、5 V駆動のカードは企画発足当初のごくわずかの期間に流通したのみで、小容量の製品しかなく、対応機種もごく少ない。
ライトプロテクト（書き込み禁止）機能があり、カード中央右寄りの○部分に付属品のプロテクトシールを貼付することで、書き込み（追記・消去・フォーマット）アクセスが出来なくなる。
1999年秋には、欧米で商用化が始まった有料音楽配信サイトからダウンロードしたコンテンツを、スマートメディアに移動させてMP3プレーヤーで利用する際の権利者保護のため、全米レコード協会とメジャーレコード5社が策定したSDMIに準拠させるメディア毎に固有の128ビットIDを付加した「ID付きスマートメディア (Smart Media ID)」が登場した。ID機能を利用しない機器でも下位互換性により問題なく利用できるため、市販化以降、ID無しの製品は市場から姿を消している。SMIDは、1999年12月に発売されたマジックゲートメモリースティックや2000年発売のSDメモリーカードとは異なり、カード自体に著作権保護のための暗号化技術 (CPRM) を備えておらず、固有のIDを接続機器に認識させるのみで、コンテンツ側でIDを基にしたデジタル著作権管理の適用が必要となる。

### メディアの終焉
スマートメディアの開発者たる東芝は、1999年8月にサンディスク、松下電器産業らと組んでSDメモリーカードを開発し、富士フイルム・オリンパスと袂を分った。セガと東京エレクトロンは1997年以降表立った活動はしていない。ただし、東芝はスマートメディアを採用した各種製品を2002年まで発売していた。2001年には当時世界初のスマートメディアとSDカードに対応（供用）したPCカード型R/Wを発売している。
富士フイルムとオリンパスは2002年に大容量化が可能であるxDピクチャーカードを開発し、市販化以降に発売された両社製品（デジタルカメラ）で記憶メディアの移行が進められた。スマートメディアとは一切互換性が無い。
2005年3月7日、東芝はスマートメディアの生産から一部を除き撤退することを決めた。また、業界団体の「SSFDCフォーラム」も2007年5月で解散。これによりスマートメディアの新規生産は完全にストップしたため、新品メディアは市場流通在庫のみとなっている。富士フイルムとオリンパスではスマートメディアを使用するカメラユーザーのためにネット直販サイトにて修理部品扱いで売り続けていた。在庫限りのため販売量を1ユーザー1枚に限定していたが、2019年4月現在、オリンパス、富士フイルムの両サイトでは販売終了となっている。
2024年現在でもスマートメディアを使用する製品は、概ね2002年以前に発売された製品に限られている。
コンパクトフラッシュ・SDメモリーカード・メモリースティックとは異なり、I/Oデバイスを搭載する機能はない。

## 記憶メディアとして採用された製品
- 東芝製品
  - Allegretto（アレグレット、デジタルカメラ）
  - GENIO（PDA）
  - Rupo（ワードプロセッサ、1997年以降の上級機種に搭載。）
  - dIGO（=ディーゴ=MP3プレーヤー、1999年12月に発売。東芝EMIとパイオニアLDC所属アーティストの楽曲を収録したSMIDが同梱）
  - ヘッドフォン一体型MP3プレイヤー（2000年2月に東芝EMIが販売。布袋寅泰のオリジナル曲などを収録したSMICが同梱）
  - ハイビジョンテレビ（D4000シリーズ）
- デジタルカメラ・ICレコーダー（2000 - 2002年以降の発売機種はSD/xDへ移行）
  - 富士写真フイルム（FinePixシリーズ）
  - オリンパス（オリンパスCAMEDIAシリーズ・ボイストレック）
  - リコー
  - 三洋電機Xacti
  - セガ「DIGIO」（1997年発売のデジタルカメラ。500 kB ・5 VのSMのみ公式対応）
- デジタルオーディオプレーヤー（クリエイティブメディアなど海外メーカーの製品が多かった）
- 富士通「OASYS」（ワードプロセッサ、1997年以降発売の上位機種）
- シャープ「インターネットビューカム」（日本初の半導体 (SM) 記録型デジタルビデオカメラ）
- カシオ計算機製品
  - デジタルカメラ
  - カシオトーン（キーボード）
  - プリヴィア（デジタルピアノ、2003年以降の製品にも採用）
- NTTドコモ（販売元）のモバイル端末
  - キャメッセプチ（東芝製）
  - キャメッセボード（セイコーエプソン製）
- ヤマハ製品
  - エレクトーン
    - ステージア（2004年発売であり、SM採用機種としては最後発）

  - シンセサイザー
    - CS6x
    - S80 / S30
    - MOTIF 6 / MOTIF 7 / MOTIF 8
    - MU2000
    - QY100 (シーケンサー専用機）
    - RS7000

  - クラビノーバ（上位機種）
  - ポータトーン（上位機種）
  - Muma（コンテンツキヨスク端末）
  - サウンドスケッチャーSH-01（ステレオマイク内蔵・重ね録り可能な携帯ディジタルレコーダー）
- ローランド、コルグなどのシンセサイザー・電子ピアノなどの電子楽器にも幅広く採用されている。

### ゲーム・玩具関係
- マリオのふぉとぴー
- エーエムスリー「アドバンスムービー」（ゲームボーイアドバンス向けの動画コンテンツ販売サービス）
- アトラス「プリント倶楽部2」（セガDIGIOで撮影した画像をスマートメディアを介して取り込んで使用することができた。）
- 旺文社の知育玩具「ヤミーボックスエクスパッド」

### フロッピー・ディスク・アダプタ
スマートメディアを、マイクロ・フロッピー・ディスク・ドライブで読み書きするためのアダプタで、米国のFischer International Systems CorporationがFlashPath（フラッシュパス）の名で開発し、東芝や富士写真フイルムなどが同社からOEMを受けて販売した。

## 構造と問題点

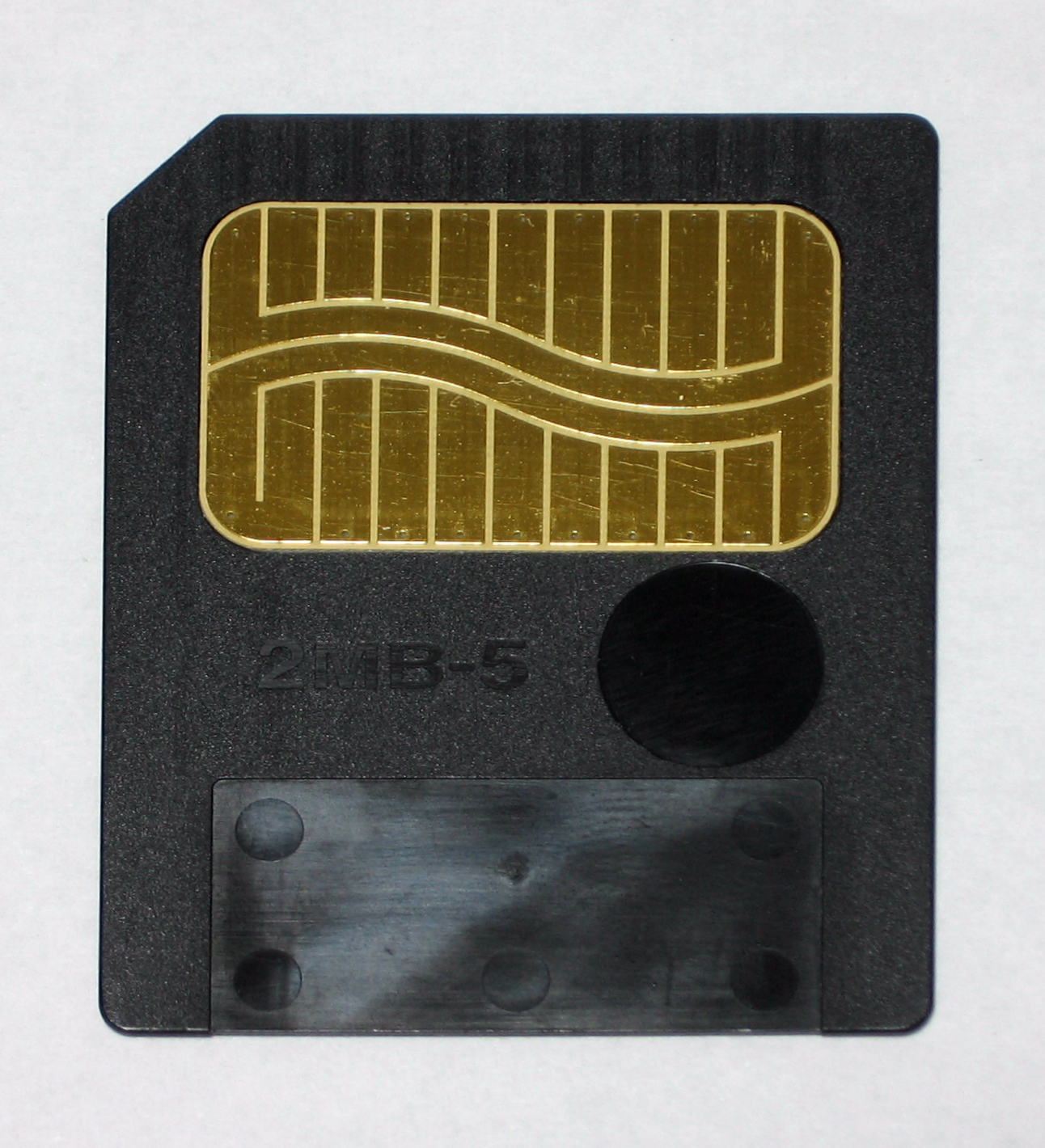
5 Vタイプのスマートメディア

メディア上にコントローラ部分を持たないため、非常に薄い構造になっている。
構造が単純なため、コスト面でも他規格に比べ有利だとされていた一方、コントローラを機器側に内蔵しているため、メディア側の電圧変更や大容量化などで互換性問題を生じることも多く、以下のような現象が生じユーザーの不評を買った。
- 動作電圧が2種類（5 V・3.3 V）あり、互換性がない。1997年に発売された2MBから動作電圧が5 Vから3.3 Vに変更されたが、その際従来の5 Vの製品は速やかに市場から消えただけでなく、より大容量の製品も発売されなかった。
- 製品によっては、使用できる容量に制限がある。3.3 Vタイプを採用した初期の製品では、2 MB - 8 MBまでの容量にしか対応できない。大容量の製品は認識されず、しかも大容量の製品が登場すると小容量のものは入手困難になった。

スマートメディア陣営では当初、「カードにコントローラを内蔵せず安価で汎用性の高いスマートメディアは、広く使われる『乾電池』のような存在となり、そうでない他の規格は『特殊電池』の地位にとどまるだろう」と豪語していた。特に盟主の東芝は2000年の東京国際ブックフェアなどで、スマートメディアを用いた電子出版事業を提唱しており、いかに量産低価格化に楽観的見通しを抱いていたかが窺える。しかし、実際にはライバルのコンパクトフラッシュの価格は量産効果によりスマートメディアと大差は無かった。
加えて、スマートメディアは上記のような互換性問題が常につきまとい、「機器とメディアが心中を余儀なくされる」という傾向が強かった。
結果として、互換性を保ちつつ順調に容量を伸ばしたコンパクトフラッシュやマルチメディアカードが「乾電池」の地位についたのに対して、スマートメディアは汎用性の低い「特殊電池」の地位に甘んじることとなり、当初の主張とは正反対の結果に終わった。
電気接点が広い面積で露出していることから外部の静電気等の影響を受けやすく、またユーザーが半導体メモリの扱いに慣れていない早い時期に登場したこともあって中身のデータを失う事故が多く、評判が悪かった。

## 脚註